# Número de Identificación Personal del Contribuyente
Un Número de Identificación Personal del Contribuyente (inglés: Individual Taxpayer Identification Number, siglas: ITIN), también conocido como Número de Identificación Individual del Contribuyente, es un número de procesamiento de impuestos de los Estados Unidos emitido por el Servicio de Impuestos Internos (IRS). Es un número de nueve dígitos que comienza con el número "9", tiene un rango de números del "50" al "65", del "70" al "88", del "90" al "92" y del "94" al "99" para el cuarto y quinto dígito y tiene el formato de un SSN (es decir, 9XX-XX-XXXX). Los números ITIN son emitidos por el IRS a personas que no tienen ni son elegibles para obtener un Número de Seguro Social (SSN) de EE. UU. válido, pero que están obligados por ley a presentar una Declaración de Impuestos sobre los Ingresos Personales de EE. UU.
Independientemente de su estatus migratorio, tanto los inmigrantes residentes como los no residentes pueden tener responsabilidades de pago y declaración de impuestos federales según el Código de Rentas Internas. Las personas deben tener un requisito de presentación y presentar una declaración de impuestos federal válida para recibir un ITIN, a menos que cumplan con una excepción. Una solicitud de ITIN no se puede presentar electrónicamente (efile o presentación electrónica). La solicitud debe adjuntarse a una declaración de impuestos federal válida a menos que el individuo califique para una excepción.
El programa ITIN fue creado el 1 de julio de 1996 con el propósito de permitir la presentación de declaraciones de impuestos por parte de personas sin un Número de Seguro Social (SSN). Recibir un número ITIN no confiere en sí mismo el derecho a trabajar y recibir ingresos en los Estados Unidos. Los corredores de bienes raíces también utilizan los ITIN para facilitar hipotecas a extranjeros no autorizados. Además del uso por parte de extranjeros no autorizados, los ITIN son utilizados por inversores extranjeros en bienes raíces de los Estados Unidos. Estos inversores necesitan ITIN para poder presentar declaraciones de impuestos federales y estatales para informar los ingresos por alquiler.
En 2006, 1,4 millones de personas utilizaron el ITIN al presentar sus declaraciones de impuestos. La ley tributaria federal generalmente prohíbe al IRS compartir datos con otras agencias gubernamentales, incluido el Departamento de Seguridad Nacional (DHS), asegurando a los extranjeros no autorizados que la información tributaria será confidencial y generalmente no se utilizará para iniciar procedimientos de deportación.
Las personas que cumplan con los requisitos de elegibilidad pueden presentar ellos mismos una solicitud de ITIN. Esto implica enviar el formulario W-7 del IRS, que registra información biográfica, junto con tipos específicos de identificación de respaldo válida y una declaración de impuestos. Los solicitantes pueden presentar su solicitud directamente o presentarla ante un agente de aceptación certificador, quien puede ayudarlos con el proceso de solicitud pagando una tarifa. Los ITIN también se pueden emitir para un cónyuge o dependientes, si se cumplen los requisitos de documentación y firma y se reclaman en una declaración de impuestos válida. A partir del 22 de junio de 2012, el IRS comenzó a exigir que la mayoría de los solicitantes, incluso aquellos que utilizan agentes aceptadores, presenten documentos de respaldo originales o copias certificadas por su agencia emisora. El IRS no aceptará copias notariadas del pasaporte para la solicitud de ITIN. A veces se pueden obtener copias auténticas certificadas de pasaportes extranjeros en las embajadas de Estados Unidos en el extranjero. Las personas obligadas a presentar una declaración de impuestos deben marcar las casillas b, c, d, e, f o g en la solicitud W-7. Las personas que marcan las casillas a, f o h cumplen ciertas condiciones para no presentar una declaración de impuestos de EE. UU. y para obtener un número ITIN del IRS. Los números de identificación temporales se emiten únicamente al contribuyente principal y estos números generalmente se activan después de un período de suspensión de 45 días. Presentar la solicitud W-7 incorrectamente, marcar la casilla incorrecta por el motivo por el cual la persona presenta un formulario W-7, o si el IRS no acepta los documentos de identificación del contribuyente, pueden ser razones por las cuales el contribuyente no pueda recibir una solicitud número de identificación del contribuyente temporal.
En 2012, el IRS indicó que los ITIN expirarían después de cinco años. En 2014, el IRS modificó esa política para caducar los ITIN solo si los números no se habían utilizado en los últimos cinco años. Según esta política revisada, vigente a partir de 2016, todos los ITIN deben usarse para presentar una declaración o expirarán y serán reasignados. Esto ahora incluye aquellos emitidos antes de 2013. Desde entonces, la política ha sido revisada nuevamente para que los ITIN caduquen después de tres años de no uso. Además, los ITIN emitidos antes de 2013 comenzarían a vencer en 2016, comenzando con aquellos con los dígitos centrales 78 y 79 (ejemplo: 9XX-78-XXXX).